# San Miguel de Escalada
San Miguel de Escalada es una localidad del municipio leonés de Gradefes, en la comunidad autónoma de Castilla y León. En su término se encuentra el Monasterio de San Miguel de Escalada, joya arquitectónica del arte mozárabe.
La iglesia está dedicada a san Miguel Arcángel.

## Historia
Así se describe a San Miguel de Escalada (Val de San Miguel o Escalada) en el tomo XV del Diccionario geográfico-estadístico-histórico de España y sus posesiones de Ultramar, obra impulsada por Pascual Madoz a mediados del siglo XIX:

Lugar en la provincia, partido judicial y diócesis de León (4 ½ leguas), audiencia territorial y capitanía general de Valladolid (21), ayuntamiento de Rueda del Almirante. Situado entre 2 vallecitos a 800 pasos uno de otro, formando 2 grupos de población; su clima es frío; sus enfermedades más comunes tercianas y cuartanas. Tiene 50 casas; escuela de primeras letras, a que asisten de 28 a 30 niños; una iglesia parroquial (San Antonio de Padua) servida por un cura; el edificio es antiquísimo y contiene memorias y sepulcros de remota antigüedad que recuerdan hechos y personajes de gran mérito; fue colegiata, cuyos 2 últimos canónigos legaron sus inmensos bienes por mitad al monasterio de dominicos de Trianos y al rector de dicha parroquia, quedando desde entonces constituido el curato en la prebenda más pingüe del obispado; así es que en el catálogo de los priores de Escalada (que este es el título de cura), figuran varios confesores de reyes y otros personajes; hoy con la supresión de los diezmos y sus privilegios, y con la venta de su gran rectoría, es un curato miserable como todos los del país. Hay una ermita (San Antonio de Padua) y 3 fuentes de muy buenas aguas. Confina con Rueda, Villamondrín, Vega de los Árboles y Valle. El terreno es de buena calidad, y le fertilizan las aguas del Esla. Hay un monte de roble. Los caminos dirigen a los pueblos limítrofes, siendo el principal el que va por el O del Esla toda la ribera abajo; recibe la correspondencia de León. Producciones: granos, legumbres, frutas y pastos; cría ganados, caza de conejos y perdices, y pesca de truchas, barbos y otros peces. Industria: un molino harinero y el corte de maderas. Comercio: se extraen ganados y trigo, y se importan artículos de vestir. Población: 48 vecinos, 200 almas. Contribución: con el ayuntamiento.
Diccionario geográfico-estadístico-histórico de España y sus posesiones de Ultramar

## Localidades limítrofes
Confina con las siguientes localidades:
- Al norte con Mellanzos.
- Al noreste con Rueda del Almirante y Villamondrín de Rueda.
- Al sureste con La Aldea del Puente.
- Al sur con Villalquite.
- Al suroeste con Vega de los Árboles y Valle de Mansilla.
- Al noroeste con Santa Olaja de Eslonza.

## Demografía
Evolución de la población
| Gráfica de evolución demográfica de San Miguel de Escalada entre 2000 y 2017 |
|                                                                              |
| Población de derecho (2000-2017) según el padrón municipal del INE           |